# Геніївська сільська рада
Гені́ївська сільська́ ра́да — адміністративно-територіальна одиниця та орган місцевого самоврядування у Зміївському районі Харківської області. Адміністративний центр — село Геніївка.

## Загальні відомості
- Геніївська сільська рада утворена в 1920 році.
- Територія ради: 55,743 км²
- Населення ради: 3 494 особи (станом на 2001 рік)
- Територією ради протікає річка Сіверський Донець.

## Населені пункти
Сільській раді були підпорядковані населені пункти:
- с. Геніївка
- с. Дачне
- с. Занки
- с. Курортне
- с. Українське

## Склад ради
Рада складалася з 20 депутатів та голови.
- Голова ради: Русін Юрій Вікторович
- Секретар ради: Гордієнко Надія Михайлівна

### Керівний склад попередніх скликань
| Прізвище, ім'я, по батькові | Основні відомості                                                         | Дата обрання | Дата звільнення |
| --------------------------- | ------------------------------------------------------------------------- | ------------ | --------------- |
| Кінаш Віталій Леонідович    | Сільський голова, 1973 року народження, безпартійний                      | 26.03.2006   | 01.08.2008      |
| Русін Юрій Вікторович       | Сільський голова, 1972 року народження, освіта вища, безпартійний         | 15.03.2009   | 31.10.2010      |
| Русін Юрій Вікторович       | Сільський голова, 1972 року народження, освіта вища, член Партії регіонів | 31.10.2010   |                 |

Примітка: таблиця складена за даними сайту Верховної Ради України

### Депутати
За результатами місцевих виборів 2010 року депутатами ради стали:

#### За суб'єктами висування
| Суб'єкт висування            | Кількість обраних депутатів | %  |
| ---------------------------- | --------------------------- | -- |
| Партія регіонів              | 16                          | 80 |
| Самовисування                | 2                           | 10 |
| Соціалістична партія України | 2                           | 10 |

#### За округами
| № округу                     | Прізвище, ім'я, по батькові      | Дата визнання обраним | Освіта             | Партійна приналежність | Відомості про обраного депутата                                             |
| ---------------------------- | -------------------------------- | --------------------- | ------------------ | ---------------------- | --------------------------------------------------------------------------- |
| Партія регіонів              |                                  |                       |                    |                        |                                                                             |
| 1                            | Шелиховська Тетяна Олександрівна | 03.11.2010            | середня            | член Партії регіонів   | ТОВ «Нова Слобода», бухгалтер                                               |
| 2                            | Криштопа Любов Іванівна          | 03.11.2010            | середня спеціальна | член Партії регіонів   | Геніївська амбулаторія загальної практики сімейної медицини, медична сестра |
| 3                            | Бездітко Віталій Олексійович     | 03.11.2010            | середня            | член Партії регіонів   | Геніївська сільська рада, завідувач ВОБ                                     |
| 4                            | Бездітко Ольга Олександрівна     | 03.11.2010            | середня            | член Партії регіонів   | Геніївська сільська рада, касир                                             |
| 5                            | Миргородська Ольга Миколаївна    | 03.11.2010            | вища               | член Партії регіонів   | «Наша аптека», керівник                                                     |
| 8                            | Інжиров Михайло Олександрович    | 03.11.2010            | середня            | член Партії регіонів   | тимчасово не працює                                                         |
| 10                           | Шеліховська Оксана Анатоліївна   | 03.11.2010            | середня            | член Партії регіонів   | Геніївська загальноосвітня школа І-ІІ ст., вчитель                          |
| 11                           | Швачка Анатолій Миколайович      | 03.11.2010            | вища               | член Партії регіонів   | приватний підприємець                                                       |
| 12                           | Черевиченко Михайло Михайлович   | 03.11.2010            | середня            | член Партії регіонів   | тимчасово не працює                                                         |
| 13                           | Стрібна Валентина Михайлівна     | 03.11.2010            | вища               | член Партії регіонів   | Геніївська загальноосвітня школа І-ІІ ст., вчитель                          |
| 14                           | Слюсар Олексій Якович            | 03.11.2010            | вища               | член Партії регіонів   | Зміївська дитячо-юнацька спортивна школа, старший тренер-викладач           |
| 15                           | Гордієнко Надія Михайлівна       | 03.11.2010            | вища               | член Партії регіонів   | Геніївська сільська рада, секретар                                          |
| 17                           | Миргородський Ігор Олексійович   | 03.11.2010            | вища               | член Партії регіонів   | тимчасово не працює                                                         |
| 18                           | Козаренко Володимир Миколайович  | 03.11.2010            | середня            | член Партії регіонів   | Південна залізниця, механізатор                                             |
| 19                           | Спасьонова Віра Анатоліївна      | 03.11.2010            | середня            | член Партії регіонів   | Туберкульозний санаторій «Занки», сестра-господарка                         |
| 20                           | Слюсар Володимир Михайлович      | 03.11.2010            | вища               | член Партії регіонів   | Будинок культури санаторію «Ялинка», завідувач                              |
| Соціалістична партія України |                                  |                       |                    |                        |                                                                             |
| 7                            | Коваленко Лариса Миколаївна      | 03.11.2010            | середня            | позапартійна           | Геніївська амбулаторія загальної практики сімейної медицини, медична сестра |
| 16                           | Лисак Оксана Михайлівна          | 03.11.2010            | середня            | позапартійна           | Занківський фельдшерсько-акушерський пункт, завідувачка                     |
| Самовисування                |                                  |                       |                    |                        |                                                                             |
| 6                            | Подопригора Галина Іванівна      | 03.11.2010            | середня спеціальна | позапартійна           | Підприємство «Галина», директор                                             |
| 9                            | Коробка Валентина Петрівна       | 03.11.2010            | середня            | член Партії регіонів   | ПП «Гранд», керівник                                                        |